# اسك
اسك (بالإنجليزية: Ascq)‏ هي قرية في شمال فرنسا، وتقع على نهر مارك في إقليم نور، على بعد سبعة كيلومترات من الحدود البلجيكية. قرية زراعية حتى الثورة الصناعية، هو الآن منطقة سكنية التي هي جزء من بلدة جديدة من فيلنوف فيلينوف داسك.
اسك تشتهر (بمذبحة اسك التي وقعت في 1 أبريل 1944، عندما تعرضت للاعتداء السكان وقتل المدنيين الأبرياء 86.
اسك يضم كنيسة ومحطة القطار ومتحف تذكاري. هناك أيضا مصنع الجعة، ومصنع الشوكولاتة وفريق كرة القدم.